# エーバーゲッツェン
エーバーゲッツェン (ドイツ語: Ebergötzen) は、ドイツ連邦共和国ニーダーザクセン州ゲッティンゲン郡に属す町村（以下、本項では便宜上「町」と記述する）で、ザムトゲマインデ・ラードルフスハウゼンの本部所在地である。
この町は、ヴィルヘルム・ブッシュが学生時代の大部分をここで過ごしたことで知られている。『マックスとモーリッツ』で中心的役割を演じる水車は彼の友人であるエーリヒ・バッハマンの父親のものである。
この他、エーバーゲッツェンにはヨーロッパ・パン博物館がある。

## 地理

### 位置
エーバーゲッツェンはゲッティンゲンの東約 15 km の連邦道 B27 号線沿いに位置する。この連邦道はギーボルデハウゼンを経由してヘルツベルクに至る。アウエ川（ズーレ川の西側の支流）沿いに約 5km 離れた場所に位置するホルツェローデもこの町に属す。

## 歴史
この町の文献上の記録は、1013年あるいは1022年のハインリヒ2世の贋作文書に Euergoteshem として記述されている。最も古い文献では語尾は "-heim" であったが、後に "-hausen" に変化し、短縮されて "-sen" となった。18世紀の台帳で、ヘルツベルガー通り沿いの入植地に対して、アウエ川の南に第2の入植地がすでに成立していたことが示されている。かつての水城を有するアムト・ラードルフスハウゼンは緑地によって東に位置する村落と分離されていた。後の、特に20世紀に入ってからの村の拡大は、アムトと村の間のアムトの農場や村の中心部の北側のパーペンベルクに向かい、入植地域の境界はアウエ川の南側にまで広がった。

## 文化と見所

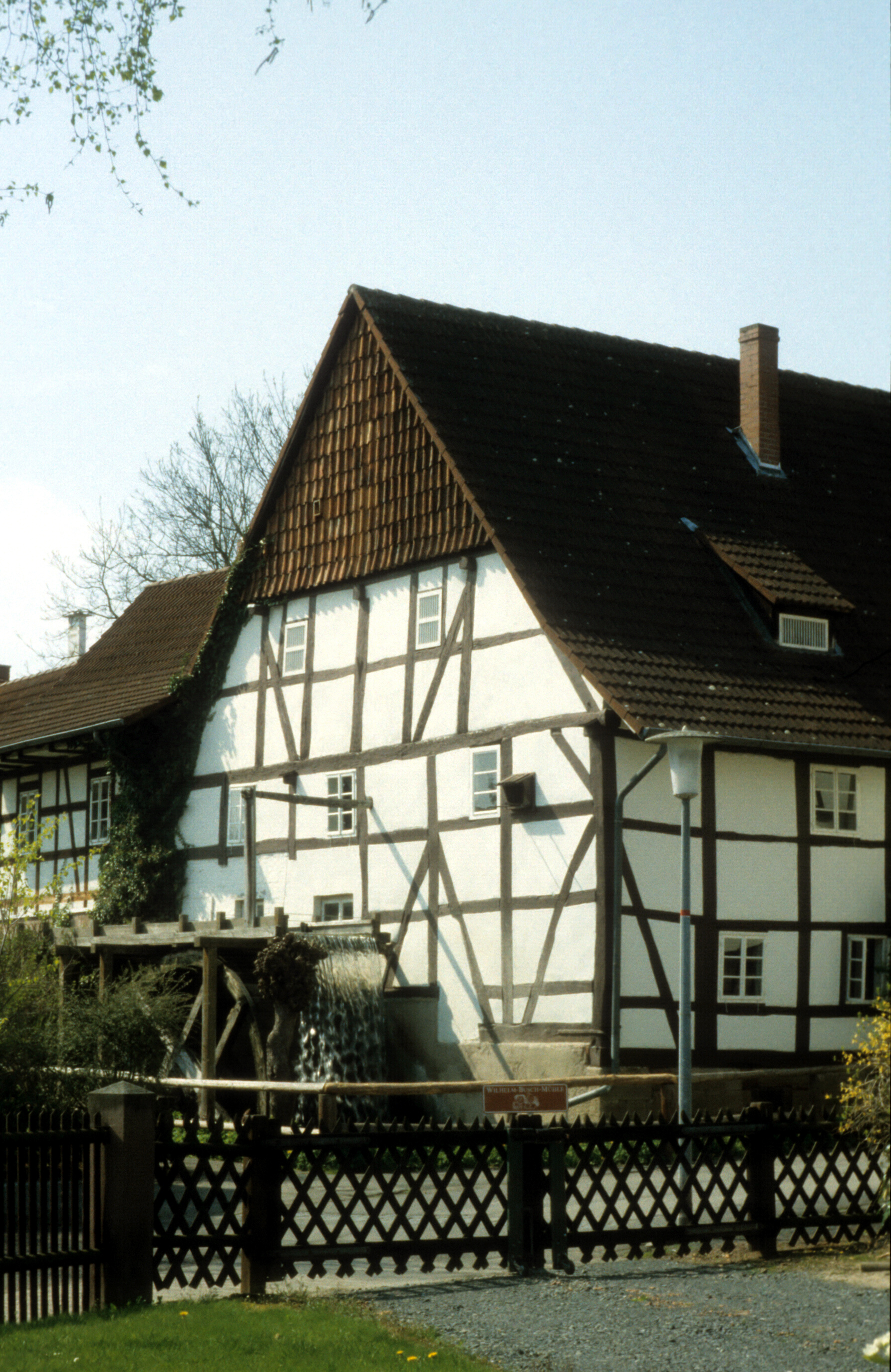
ヴィルヘルム・ブッシュ水車

### 見所
- ヴィルヘルム・ブッシュ水車。
- ヨーロッパのパン博物館。旧水城/アムト・ラードルフスハウゼンがある。
- ヒュンストレンの展望塔（ホルツェローデ近郊）。
- 『マックスとモーリッツ』の像があるエーバーゲッツェンはドイツ・メルヘン街道の一部をなしている。

#### 旧アムツホーフ・ラードルフスハウゼン
エーバーゲッツェンの西にラードルフスハウゼン集落があった。この集落は14世紀から15世紀への変わり目頃に廃村となった。14世紀末、ある文書にラードルフスハウゼン分農場について記述されている。これは1437年からプレッセ家の所領となった。1508年にこの分農場は水城に拡張されたが、主館は三十年戦争で破壊された。18世紀に建てられたアムトの庁舎は、1859年まで存続していたアムト・ラードルフスハウゼンの行政庁舎として利用され、何度も改造された。この旧庁舎は後に営林署として利用された。牢獄、ビール醸造所や大きな農業用の建物といった数多くの付属建築物はアムトの廃止後に取り壊された。保存されているのは、1500年頃の長方形の平面図を持ち、17世紀に増築されたどっしりとした堅固な居住塔である。中世盛期の居住塔の中心部は、荒石の壁で造られており、3つのヴォールトの階層を持ち、切妻屋根を戴いている。改造は下層の強度を増しただけで、2つの上階は素晴らしい木組み建築である。

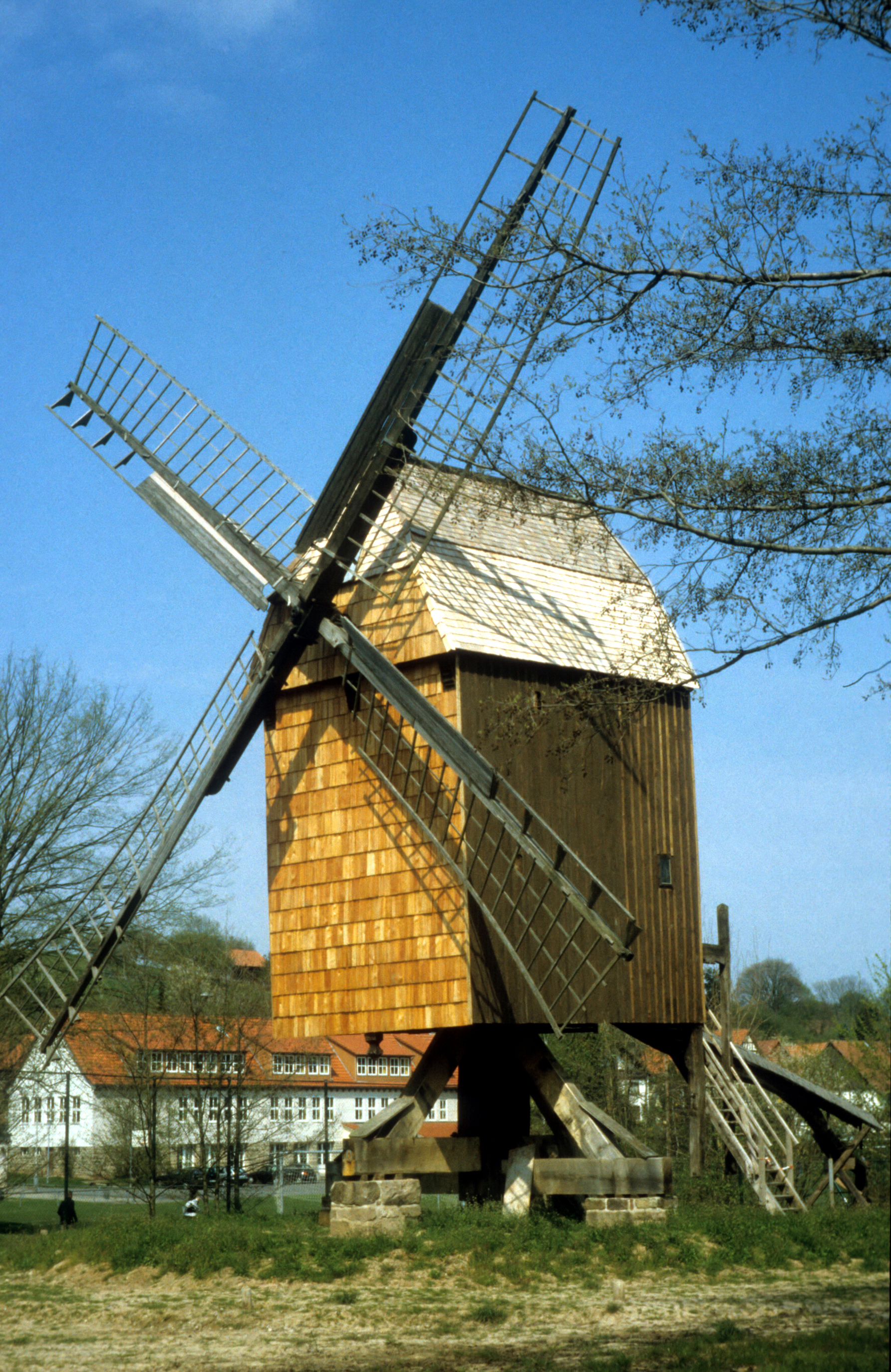
ヨーロッパのパン博物館の風車

旧アムト・ラードルフスハウゼンの敷地は現在、ヨーロッパのパン博物館となっている。

## 引用
1. ↑  Landesamt für Statistik Niedersachsen, LSN-Online Regionaldatenbank, Tabelle A100001G: Fortschreibung des Bevölkerungsstandes, Stand 31. Dezember 2023
2. ↑  森本智子『ドイツパン大全』誠文堂新光社、2017年、215頁。ISBN 978-4-416-51731-4。
3. ↑  H. Bresslau u.a.: Die Urkunden Heinrichs II. und Arduins. In: Monumenta Germaniae Historica, Die Urkunden der deutschen Könige und Kaiser, Band 3. Hannover 1900-1903. Nr. 260, pp. 303 - . この史料の冒頭の日付については議論がなされている。
4. ↑  Kirstin Casemir, Uwe Ohainski, Jürgen Udolph: Die Ortsnamen des Landkreises Göttingen. In: Jürgen Udolph (Hrsg.): Niedersächsisches Ortsnamensbuch (NOB). Teil IV, Verlag für Regionalgeschichte, Bielefeld 2003, ISBN 3-89534-494-X, S. 113f.
5. 1 2  Peter Ferdinand Lufen: Landkreis Göttingen, Teil 2. Altkreis Duderstadt mit den Gemeinden Friedland und Gleichen und den Samtgemeinden Gieboldehausen und Radolfshausen. In: Christiane Segers-Glocke (Hrsg.): Denkmaltopographie Bundesrepublik Deutschland. Baudenkmale in Niedersachsen. 5.3, CW Niemeyer, Hameln 1997, ISBN 3-8271-8257-3, pp. 207 - .
6. ↑  Kirstin Casemir, Uwe Ohainski, Jürgen Udolph: Die Ortsnamen des Landkreises Göttingen. In: Jürgen Udolph (Hrsg.): Niedersächsisches Ortsnamensbuch (NOB). Teil IV, Verlag für Regionalgeschichte, Bielefeld 2003, ISBN 3-89534-494-X, pp. 321 - .